# Dyplomatyczna żona (film niemieckojęzyczny)
Dyplomatyczna żona (Abenteuer in Warschau) – niemieckojęzyczny czarno-biały film komediowy z 1937 roku, powstały w koprodukcji polsko-niemieckiej.
Równocześnie z niemiecką wersją językową powstała polskojęzyczna wersja filmu, która różniła się od wersji niemieckiej między innymi obsadą. Wersja polska nie zachowała się do naszych czasów.

## Fabuła
Dyrektor warszawskiej operetki ma problemy ze skompletowaniem zespołu. Bardzo zależy mu na pozyskaniu gwiazdy sceny - Jadwigi Janowskiej. Ta jednak przebywa obecnie w Paryżu z mężem, dyplomatą Henrykiem de Fontaną. Okazuje się, że zakochuje się w niej ambasador Rossi. Jadwiga wyjeżdża do Warszawy, gdzie w jej mieszkaniu przyjaciółka Apolonia, szkoli do gry na scenie  młodą adeptkę Wandę...

## Obsada
- Jadwiga Kenda (Jadwiga Janowska),
- Paul Klinger (Henryk de Fontana),
- Georg Alexander (hrabia Rossi),
- Richard Romanowsky (dyrektor Biliński),
- Mieczysława Ćwiklińska (Apolonia),
- Hedda Bjornson (Inez Costello),
- Rudolf Carl (Kupka, sekretarz dyrektora),